# Porac
Porac é um município de  primeira classe de renda municipal (d) na província A Pampanga, nas Filipinas. De acordo com o censo de 1 de maio  de  2020 possui uma população de 140 751 pessoas e 33 367 domicílios.